# Tomas Oppus, Nam Leyte
Tomas Oppus là một đô thị hạng 5 ở tỉnh Nam Leyte, Philippines. Theo điều tra dân số năm 2000, đô thị này có dân số 14.930 người trong 2.855 hộ.

## Các đơn vị hành chính
Tomas Oppus được chia thành 30 barangay.
| - Anahawan - Banday (Pob.) - Bogo (Pob.) - Cabascan - Camansi - Cambite - Canlupao - Carnaga - Cawayan - Hinagtikan - Hinapo - Hugpa - Iniguihan - Looc - Maanyag | - Maslog - Ponong - Rizal - San Isidro - San Miguel - Tinago - Biasong - Higosoan - Mag-ata - San Antonio(Calayugan) - San Roque - Luan - Mapgap - San Agustin(Lutaw) - Zervanda |